# Pompiliodes tenebrosa
Pompiliodes tenebrosa là một loài bướm đêm thuộc phân họ Arctiinae, họ Erebidae.